# درخت‌نشینی
درخت‌نشینی نوعی نافرمانی مدنی طرفداران محیط زیست است که در آن یک معترض روی درخت، معمولاً روی سکوی کوچکی که برای این منظور ساخته شده است، می‌نشیند تا از قطع شدن آن جلوگیری کند (با این گمان که چوب‌برها با قطع یک درخت اشغال‌شده جان انسان‌ها را به خطر نمی‌اندازند). حامیان معمولاً خوراک و سایر مایحتاج را برای کسانی که درخت را نگه می‌دارند، فراهم می‌کنند. این روش به‌ویژه در مناطقی که تحت تهدید جنگل‌زدایی قرار دارند، کاربرد دارد. معترضان با این کار، نه تنها مانع از قطع درخت می‌شوند، بلکه توجه رسانه‌ها و افکار عمومی را به موضوع تخریب منابع طبیعی جلب می‌کنند. اعتقاد اصلی پشت این راهبرد این است که چوب‌برها، پیمانکاران، یا شرکت‌های مسئول جنگل‌زدایی، به دلیل خطرات جانی، درختی را که روی آن معترضی نشسته باشد، قطع نخواهند کرد. نوعی نافرمانی مدنی طرفداران محیط زیست است که در آن یک معترض روی درخت، معمولاً روی سکوی کوچکی که برای این منظور ساخته شده است، می‌نشیند تا از قطع شدن آن جلوگیری کند (با این گمان که چوب‌برها با قطع یک درخت اشغال‌شده جان انسان‌ها را به خطر نمی‌اندازند). حامیان معمولاً خوراک و سایر مایحتاج را برای کسانی که درخت را نگه می‌دارند، فراهم می‌کنند.

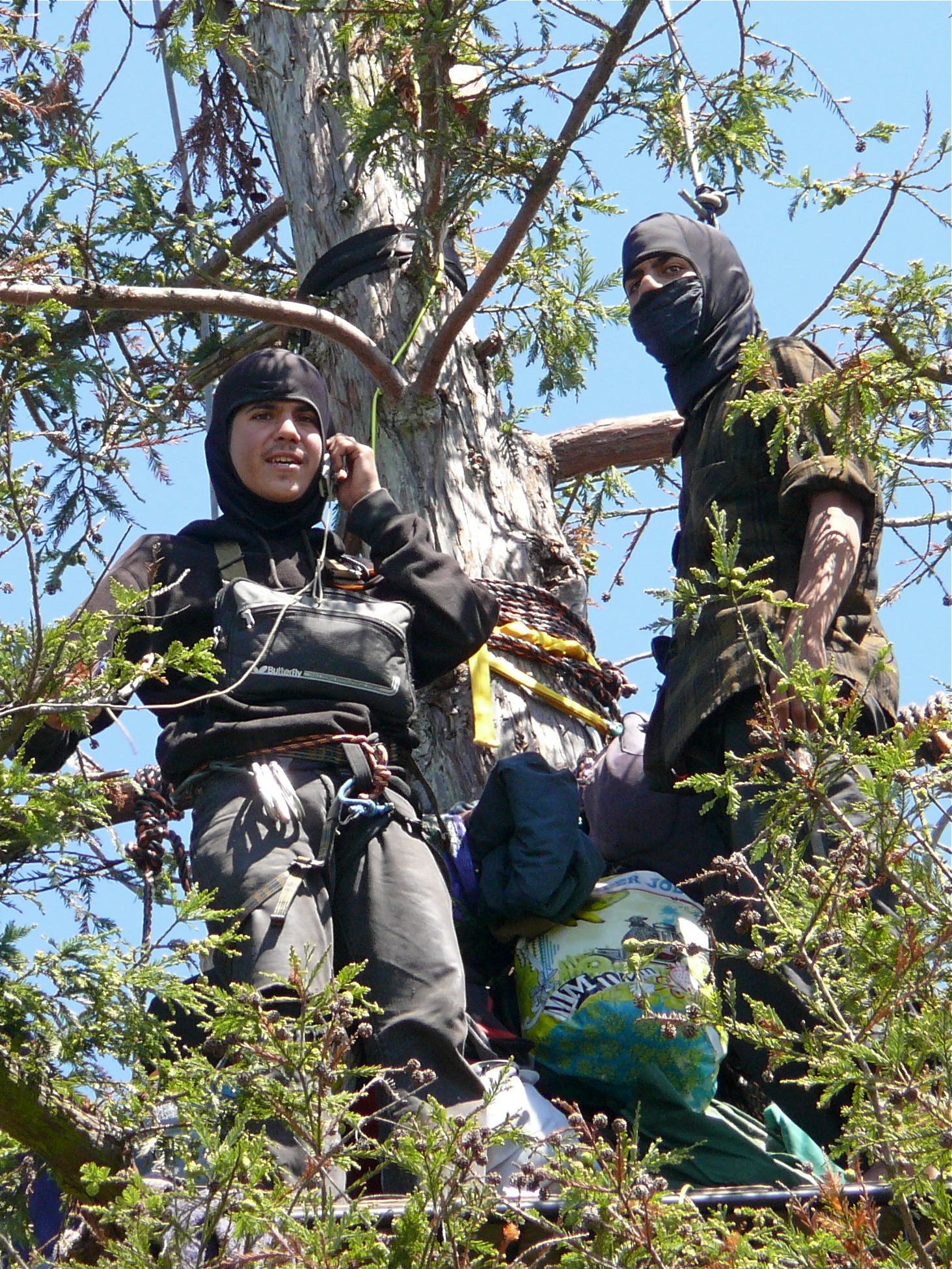
تظاهرکنندگان در حال تجمع بر روی درختی در اعتراض به باغ بلوط برکلی (کالیفرنیا) در سال ۲۰۰۸

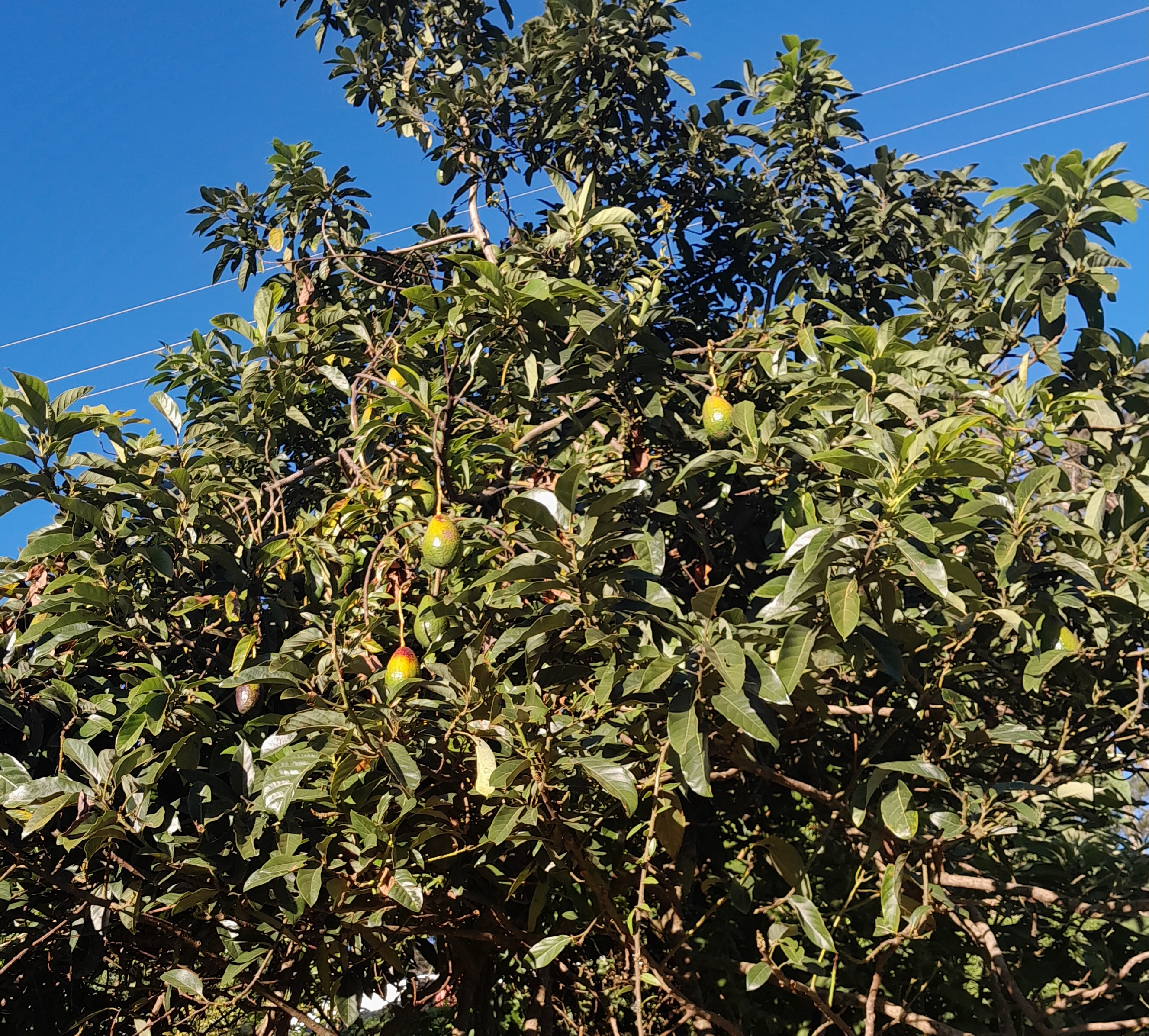
درخت آوو

## درباره
نشستن روی درخت زمانی سرگرمی کودکان بود. در اوایل دهه ۱۹۳۰، زمانی که مسابقات استقامت در سراسر ایالات متحده آمریکا رواج داشت، این مسابقه به یک مسابقه کودکانه تبدیل شد تا بچه‌ها از درختان حیاط خلوت خود بالا بروند و با کمک خواهر و برادرها و مشاغل محلی، برای کسب جوایز طولانی‌ترین نشستن تلاش کنند. این چالش نه تنها موجب هیجان و رقابت بین کودکان می‌شد، بلکه جنبه‌ای اجتماعی داشت و جوامع محلی را درگیر می‌کرد. صاحبان مشاغل اغلب جوایزی مانند خوراکی‌ها، اسباب‌بازی‌ها و حتی کمک‌های نقدی برای برندگان در نظر می‌گرفتند. در برخی مناطق، این رقابت به رویدادی سالانه تبدیل شد که خانواده‌ها با شور و شوق در آن شرکت می‌کردند. شرکت‌کنندگان گاهی برای راحتی بیشتر، بالای درخت بالش و پتو می‌بردند و حتی غذا و نوشیدنی توسط اعضای خانواده برایشان ارسال می‌شد. این مسابقات نه تنها به عنوان یک تفریح، بلکه به نوعی تمرین برای تحمل سختی‌ها و افزایش قدرت بدنی کودکان نیز محسوب می‌شد.

## مکان‌های نشستن درختان

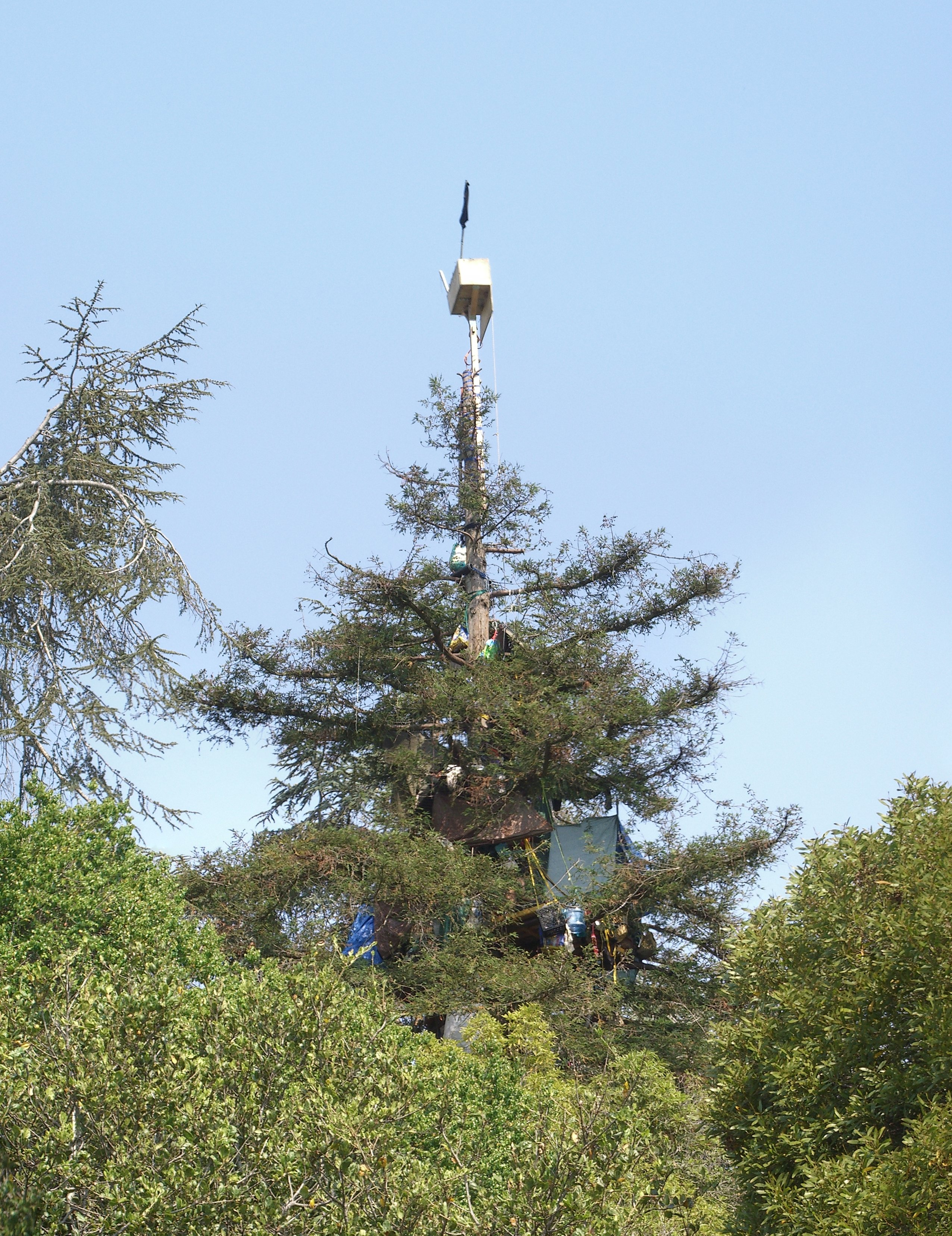
اردوگاه معترضان به قطع درختان بلوط در برکلی، کالیفرنیا، در اعتراض به برنامه‌ریزی برای حذف بلوط‌های زنده ساحلی شکل گرفت. این کمپ اعتراضی، که از ۲ دسامبر ۲۰۰۶ تا ۹ سپتامبر ۲۰۰۸ ادامه داشت، طولانی‌ترین اعتصاب شهری برای حفظ درختان در تاریخ محسوب می‌شود. فعالان محیط‌زیست با برپایی سکونتگاه‌های موقت میان شاخه‌ها، در برابر پروژه‌ای ایستادگی کردند که تهدیدی برای اکوسیستم محلی به‌شمار می‌رفت. در طول این اعتصاب، حمایت مردمی و رسانه‌ای از معترضان افزایش یافت و آنان با سازماندهی تجمعات و برنامه‌های اطلاع‌رسانی، تلاش کردند آگاهی عمومی را نسبت به اهمیت حفظ این درختان بالا ببرند. برخی از شرکت‌کنندگان ماه‌ها در ارتفاعات زندگی کردند، در برابر شرایط سخت مقاومت نشان دادند و حتی با نیروهای اجرایی و مأموران دولتی درگیر شدند. این اعتصاب نمادی از مبارزات مدنی در حفاظت از منابع طبیعی و مقابله با تخریب محیط‌زیست شد.

### استرالیا
- در دسامبر ۱۹۸۳، گروه اقدام عشایری از درختان بالا رفتند تا مانع از ادامه کار در جاده جنجالی کیپ تریبیولیشن به بلومفیلد در شمال کوئینزلند، استرالیا شوند.[۷] هنگامی که کار در اوت ۱۹۸۴ از سر گرفته شد، انسداد جاده به مدت دو هفته ادامه یافت. معترضان با استفاده از ننوها توانستند در هوا بمانند، برخی تا یک هفته در یک زمان.[۸]

### آلمان
- از سال ۱۹۹۳ تا ۱۹۹۸، از روش‌هایی مانند قطع درختان و سایر اشکال اقدامات مستقیم بازدارنده برای ایجاد اختلال در پاکسازی و ساخت جاده در دیسن استفاده می‌شد. این اقدامات عمدتاً توسط فعالان محیط‌زیست و گروه‌های مدافع طبیعت انجام می‌گرفتند، که هدفشان جلوگیری از تخریب جنگل‌های بکر و زیستگاه‌های حیوانات بود. در جریان محاصره جاده‌سازی در تورینگن در سپتامبر ۱۹۹۶، پنج اقدام جداگانه برای نشستن روی درخت انجام شد، که معترضان با استفاده از طناب و سازه‌های چوبی، خود را در ارتفاعات مستقر کرده و مانع از ادامه عملیات شدند. این تاکتیک که نمادی از مقاومت مسالمت‌آمیز محسوب می‌شد، سال بعد بار دیگر مورد استفاده قرار گرفت. علاوه بر نشستن روی درخت، روش‌های دیگری نظیر ایجاد موانع فیزیکی، بستن زنجیره‌های انسانی و دخالت در تجهیزات راه‌سازی نیز به کار گرفته شد، که همگی در راستای تلاش برای حفظ جنگل‌ها و مقابله با گسترش زیرساخت‌های مخرب بودند[۹]

### ایرلند
- در سال ۱۹۹۷، ویکلو در طول شش ماه اشغال دره‌ای جنگلی در گلن آو دِ داونز، شاهد اولین درختان و کلبه‌های درختی ایرلند بود که برای جلوگیری از پاکسازی برای ساخت جاده ساخته شدند. این ابتکار توسط گروه‌های محیط‌زیستی و فعالانی انجام شد که با استفاده از سازه‌های چوبی و طناب، درختان را به پایگاه‌های مقاومت تبدیل کردند. معترضان با زندگی در این کلبه‌ها، شبانه‌روز درختان را از خطر قطع‌شدن حفظ کرده و مانع از پیشروی ماشین‌آلات راه‌سازی شدند. این شکل از مقاومت، علاوه بر جلب توجه عمومی، موجب ایجاد بحث‌های گسترده دربارهٔ تأثیر پروژه‌های عمرانی بر اکوسیستم‌های طبیعی شد. فعالان همچنین با برگزاری تجمعات و اطلاع‌رسانی در رسانه‌ها، تلاش کردند حمایت بیشتری جلب کنند. تاکتیک‌هایی نظیر زنجیره انسانی و بستن مسیرهای راه‌سازی نیز در کنار ساخت کلبه‌های درختی، بخشی از راهکارهای آنان برای حفاظت از این منطقه جنگلی بود.[۱۰]

### هلند
- در سال ۱۹۹۷، ایالت آزاد گرینورد در رویگورد اعلام شد تا از پاکسازی جلوگیری شود و قبل از اینکه محاصره توسط ۸۵۰ نفر در یک دوره دو روزه تخلیه شود، محل‌هایی برای کاشت درختان ایجاد شد.[۱۱]

### سوئد
- در جریان درگیری نارون در کونگسترادگاردن در استکهلم، سوئد، در ماه مه ۱۹۷۱، بسیاری از معترضان در درختان نارون نزدیک نشستند.[۱۲]